# Place Henri-Queuille
La place Henri-Queuille est une place située dans le 15e arrondissement de Paris.

## Situation et accès
Cette place est située à la fin de l'avenue de Breteuil, des boulevards Garibaldi et Pasteur et des rues Lecourbe et de Sèvres, dans le 15e arrondissement de Paris, près de la limite avec le 7e arrondissement.

## Origine du nom

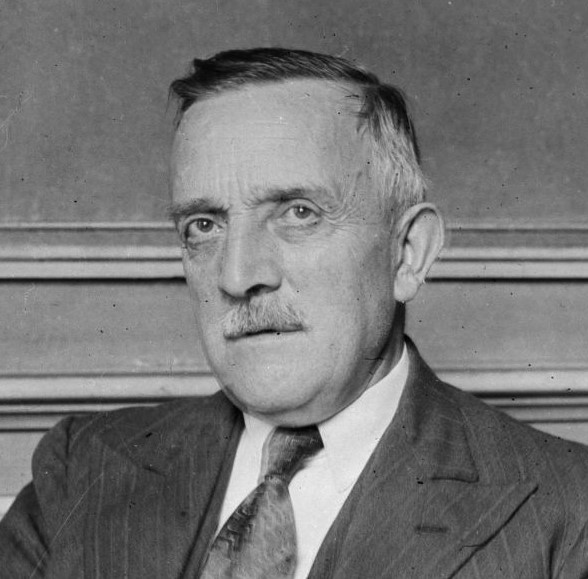
Henri Queuille.

Cette place honore Henri Queuille (1884-1970), médecin et homme politique français.

## Historique
Cette place prend sa dénomination actuelle le 27 juillet 1979.